# Joana de Valois, Condessa de Hainaut
Joana de Valois, Condessa de Hainaut (em francês: Jeanne; Longpont, 1294  –  Abadia de Fontenelle, 7 de março de 1352)  era a segunda filha mais velha do príncipe francês Carlos de Valois e de sua primeira esposa, Margarida, Condessa de Anjou. Como a irmã do rei Filipe VI de França e a sogra de Eduardo III de Inglaterra, estava em posição ideal para atuar como mediadora entre os dois.

## Linhagem
Seus avós paternos eram Filipe III de França e Isabel de Aragão. Seus avós maternos eram Carlos II de Nápoles e Maria da Hungria. Joana foi um dos seus seis filhos.
Em 1299, a mãe de Joana morreu, provavelmente no parto e seu pai se casou com sua segunda esposa, Catarina I de Courtenay, imperatriz titular de Constantinopla, com quem teve mais quatro filhos. Ele ainda se casaria com sua terceira esposa, Matilde de Châtillon em 1308, e com ela seria seria pai de um filho e três filhas, entre eles Isabel de Valois, Duquesa de Bourbon, que se tornou Duquesa de Bourbon e Branca de Valois, que se casou com Carlos IV, Sacro Imperador Romano-Germânico.

## Condessa de Hainaut
Joana casou-se com Guilherme III, Conde de Holanda e Hainaut em 23 de Maio de 1305. Ela era defensora de sua prima Isabel de França em sua luta contra o Eduardo II de Inglaterra. Isto provocou uma aliança entre Hainaut, Isabel e os exilados ingleses, que se opunham ao rei inglês com seu favorito, Hugo Despenser, o Jovem.
O filho de Isabel, Eduardo III, ficou noivo da filha de Joana, Filipa, e Isabel levantou um exército em suas terras. Também foi de lá que Isabel e seu amante Rogério Mortimer, 1.º Conde de March, começaram a invasão da Inglaterra. .
Em 1332, depois de Filipa ter se tornado rainha, ela arranjou o casamento entre a filha de Isabel, Leonor, com Reginaldo II, Duque de Guelders.

## Mediadora
Depois que seu marido morreu em 1337, ela vestiu o hábito e tornou-se Abadessa na Real Abadia de Fontevraud.
Em 1340, seu genro deu um duro golpe a derrotar seu irmão Filipe no mar perto de Sluis. Eduardo realizou o Cerco de Tournai (1340), mas foi assolado por problemas financeiros. O Papa Bento XII, então, pediu que Joana mediasse a disputa. Ela foi pela primeira vez a seu irmão, a quem ela havia implorado para a paz. Ela primeiro foi até a tenda de Eduardo e pediu por paz. Os pedidos de sua parente Joana, enviada pelo papa, fez os dois homens assinarem uma trégua.

## Filhos
Os filhos de Joana com Guilherme III:
- Guilherme IV de Hainaut (1307-1345)
- João (m. )
- Margarida II, Condessa de Hainaut (1311-1356), casou-se Luís IV, Sacro Imperador Romano-Germânico
- Filipa de Hainault (24 de junho de 1314-1369), casou com o rei Eduardo III de Inglaterra
- Inês (m. 1327)
- Joana de Hainaut (1315-1374), casou-se com Guilherme V, Duque de Jülich
- Isabel de Hainaut (1323-1361), casou-se com Roberto de Namur
- Luís (1325-1328)